# Jiří Zajíc
Jiří Zajíc (* 17. května 1951 Praha), skautskou přezdívkou Edy, je český katolický pedagog, publicista a skaut, významný činovník Junáka.

## Životopis
Odmala jej přitahovala výchovná činnost, profesně se jí však kvůli tehdy panujícímu komunistickému režimu nemohl přímo věnovat. Vystudoval proto numerickou matematiku na Matematicko-fyzikální fakultě Univerzity Karlovy, následně působil jako pedagogický asistent na Katedře aplikované matematiky a programování Fakulty strojní ČVUT a v letech 1976–1990 jako matematik-analytik ve Výpočetním centru Vysoké školy ekonomické, kde se zaměřoval na využívání počítačů pro výuku (byl mj. spoluautorem prvního komplexního systému pro řízení výuky pomocí počítače ÁMOS) a vyučoval matematiku.
Byl zároveň aktivní ve volnočasové činnosti s mládeží; v období pražského jara byl zástupcem vedoucího skautského oddílu v Junáku, po jeho zrušení pak do roku 1990 vedl odbor turistiky TJ Sokol Praha-Krč, při němž vzniklo a fungovalo několik turistických oddílů mládeže navázaných na podzemní církev. Členové těchto oddílů pocházeli převážně z křesťanských a disidentských rodin a po obnově Junáka znovuzaložili 7. skautské středisko Blaník.
Mezi lety 1982–1990 působil jako hlavní redaktor ilegálního „československého týmu pro křesťanskou výchovu“, v němž působili mimo jiné i Miloslav Vlk, Josef Kopecký či Aleš Opatrný. V lednu 1990 založil a do roku 1994 vedl redakci náboženského života Českého rozhlasu, následně v ní do roku 2001 působil jako redaktor. Specializoval se na problematiku průniku náboženského a společenského života, mezináboženského dialogu, křesťanského světonázoru, výchovy a vzdělávání a vytvořil více než tisíc pořadů.
Od roku 1990 je aktivní v ústředních orgánech obnoveného Junáka. V letech 1990–2001 byl zpravodajem Ústřední rady pro duchovní výchovu a vnější komunikaci. V této funkci položil základy komunikace Junáka s veřejností a především vedl reformulaci jeho skautského slibu tak, aby zahrnoval duchovní rozměr; je autorem nadnáboženské formulace s odkazem na nejvyšší Pravdu a Lásku přijaté sněmem v roce 1992. Stál u reforem výchovného programu Junáka a vzdělávání jeho činovníků, aktivně působí na řadě vzdělávacích kurzů. Od roku 2008 vede odbor duchovní výchovy Junáka.
Stál u zrodu České rady dětí a mládeže zastřešující desítky dětských a mládežnických organizací (kromě Junáka např. Pionýr, Asociace turistických oddílů mládeže, YMCA v ČR, Mládež hasičů Čech, Moravy a Slezska) v roce 1998 a mezi lety 2001–2005 ji organizačně vedl jako ředitel její Kanceláře.
Mezi lety 1992–2000 byl členem a v letech 1993 až 1997 – za předsednictví Jiřího Grygara – místopředsedou Rady České televize. Později působil jako analytik na Úřadu Rady pro rozhlasové a televizní vysílání, kde měl na starosti zejména analýzy pořadů ohrožujících děti a mladistvé, objektivitu a vyváženost zpravodajských a publicistických pořadů.
Mezi lety 2008–2012 působil v Národním institutu dětí a mládeže Ministerstva školství jako vedoucí oddělení propagace, dokumentace a informatiky, od roku 2014 v Národním institutu pro další vzdělávání jako metodik pro vzdělávání dospělých, následně (po roce 2019) v Národním pedagogickém institutu ČR, kde měl na starosti projekt Propojování formálního a neformálního vzdělávání. V rámci Národního pedagogického institutu MŠMT působí v této oblasti dosud.
V roce 2019 mu byl udělen Řád stříbrného vlka, nejvyšší skautské vyznamenání v České republice.

## Dílo

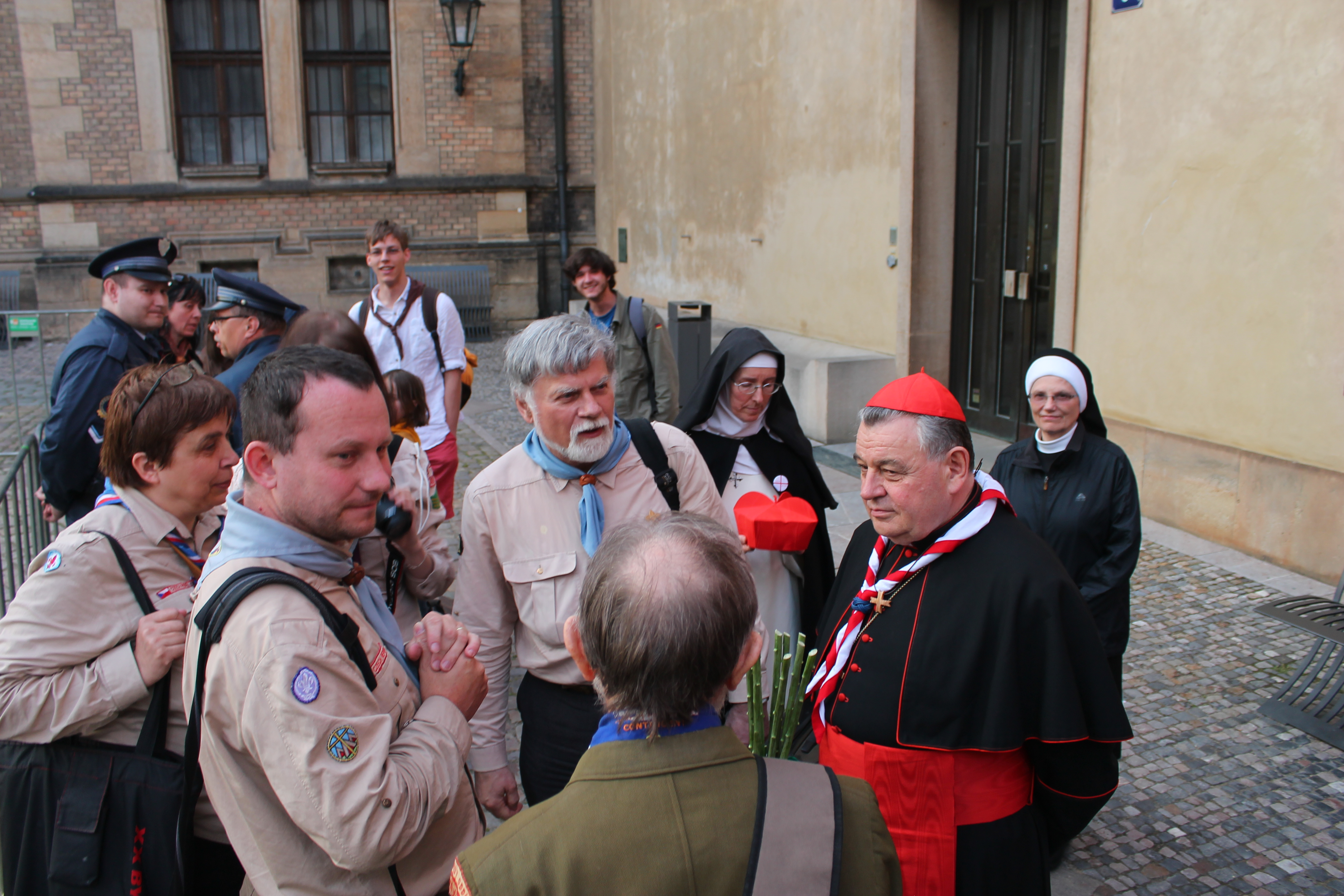
Jiří Zajíc při rozhovoru s Dominikem Dukou po poutní mši svaté na svátek sv. Jiří, 24. 4. 2014

Je autorem či spoluautorem 16 knih, mimo jiné:
- Rozhovory s kardinálem Miloslavem Vlkem (1997)[11] – rozhovory s Miloslavem Vlkem
- Erazim Kohák – Poutník po hvězdách (2001) – rozhovory s Erazimem Kohákem
- Cena věrnosti (2012) o 14 františkánských mučednících
- Bůh blízký: v rozhovoru s Miloslavem Vlkem (2012)
- Příběhy ke skautskému slibu a zákonu (2017)
- Pojďme ještě kousek (2021) - rozhovor vedený Terezou Zavadilovou a Martinem T. Zikmundem

Dále publikuje zejména v oblasti výchovy, vzdělávání, občanské společnosti, médií, náboženství a duchovního života.